# Ямбург (аэропорт)
Ямбург (ICAO: USMQ) — аэропорт, расположенный 12 км восточнее от поселка Ямбург Ямало-Ненецкого Автономного округа. Аэропорт ежегодно обслуживает  около 60 000 пассажиров, преимущественно это работники ПАО «Газпром» и его дочерних предприятий.
Аэродром «Ямбург» является гражданским аэродромом класса «В», свидетельство о государственной регистрации аэродрома № 94 от 20 марта 2015 года.  Непосредственно деятельность оператора аэродрома осуществляет структурное подразделение «ООО Авиапредприятие «Газпром авиа»: Ямбургский филиал».

## Принимаемые типыВС
Ан-2, Ан-12, Ан-24, Ан-26, Ан-72; Ан-76; Ту-134,Ту-154 ; Як-42;  Falkon-900; ИЛ-76Т(ТД) с ограничением среднегодовой интенсивности полётов 1  с-вылет в сутки и ограничением массы до 183,5 т. — летом и 10 самолёто-вылетов — зимой. Вертолёты всех типов. RRJ-95B (Superjet 100) с ограничением в 10 самолёто-вылетов в сутки в летний период (с 1 мая по 31 октября) и без ограничений в зимний период (с 1 ноября по 30 апреля);  RRJ-95LR-100 с ограничением в полётов 2 самолёто-вылета в сутки в летний период и без ограничений в зимний период.

## Размеры ИВПП, тип и конструкция
ИВПП размером 2435х42 м. Железобетонные плиты ПАГ-14
PCN 25/R/A/X/T- летний период (02.05- 31.10)
PCN 31/R/A/X/T- зимний период (01.11- 01.05)

## Оборудование
Аэродром оборудован посадочными системами РМС 2 направления; ОСП 2 направления;
ССО: ОМИ(М-2) 2 направления.
- эндоскопическое оборудование для контроля состояния газовоздушных трактов двигателей;
- оборудование неразрушающего контроля и анализа масел авиадвигателей
- для оперативной замены агрегатов — склад запасных частей

## Аэровокзал
Площадь аэровокзала — 500 м², пропускная способность — 80 пассажиров в час

## Показатели деятельности
| год             | 2014 | 2015 | 2016 | 2017 | 2018 | 2019 | 2020 | 2021 |
| тыс. пассажиров | 62,9 | 63,8 | 64,6 | 62,4 | 61,9 | 61,8 | 34,3 | 41,5 |
| Источники:      |      |      |      |      |      |      |      |      |

## Направления
На самолётах  из Ямбурга совершаются рейсы в Москву, Уфу, Екатеринбург, Тюмень, Надым. Вертолёты типа Ми-8 и Ми-26 летают на Мыс Каменный, Тазовский, Заполярное, Новый Уренгой, Газ-Сале и другие оперативные точки.

## Ближайшие аэропорты
Мыс Каменный — 81 км, Новый Уренгой — 195 км, Надым — 299 км, Бованенково — 375 км, Салехард — 405 км, Тарко-Сале — 364 км, Сабетта — 406 км